# Stationsdistrict
Het Stationsdistrict is een van de 10 districten (wijken) van de Nederlandse stad Leiden. De wijk had op 1 januari 2023 2.620 inwoners. De wijk is vernoemd naar het daar gelegen Centraal Station van Leiden.

## Geografie
Het Stationsdistrict bestaat uit slechts één wijk, het Stationskwartier. Dit district ligt ten noorden van de binnenstad.

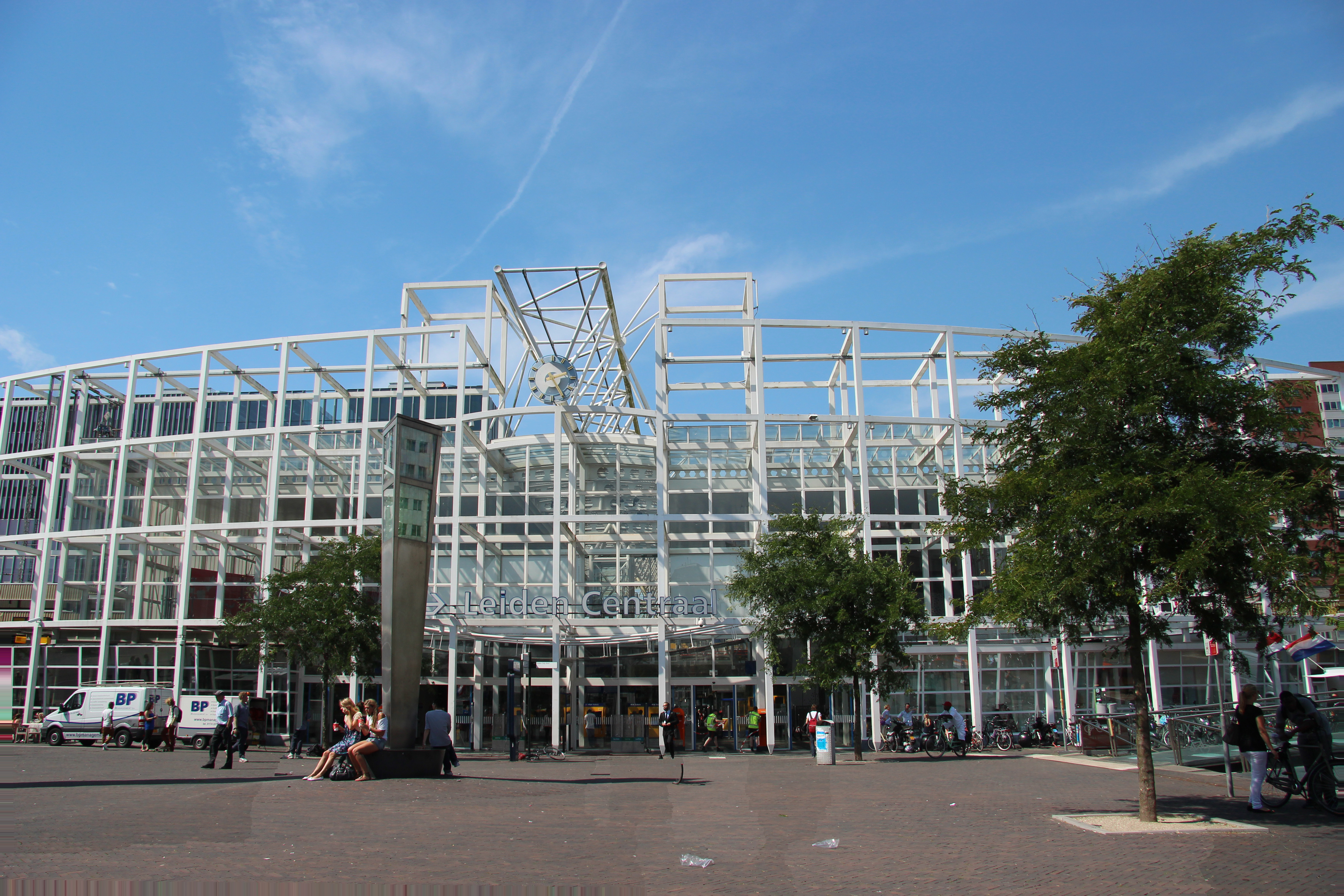
Centraal Station van Leiden